# Salomon Certon
 Salomon Certon est un poète français né à Gien (ou peut-être à Châtillon-sur-Loing) (actuel département du Loiret) en 1552 et mort après 1620.
Il était issu d'une famille appartenant à la religion réformée. Agrippa d'Aubigné, au tome III de son Histoire universelle, cite Certon comme ayant échappé au massacre de la Saint-Barthélemy dans une charrette de foin.
Resté dans l'entourage du roi Henri de Navarre, il obtint le titre de conseiller, secrétaire des Finances et secrétaire de sa chambre. Le 7 avril 1609, il résilia sa charge et se retira dans sa petite maison de Gien. Pendant cette période, tout en exerçant les fonctions de juge, il traduisit en vers L'Iliade et L'Odyssée.
Sous l'influence de Jean-Antoine de Baïf, il tenta d'abord de composer des vers mesurés à la mode antique, mais abandonna sur les conseils de Théodore de Bèze, Guillaume du Bartas et Florent Chrestien. Il laisse un Traité sommaire de la quantité française pour faire et composer des vers mesurés à la façon des Grecs et des Latins, resté manuscrit (1611 ou 1612). Outre ses sonnets lipogrammatiques (Vers leipogrammes), publiés chez Jean Jannon en 1620, et qui représentent un véritable tour de force, Salomon Certon a écrit des paraphrases de psaumes (parmi lesquels le psaume 127), dont certaines ont été mises en musique. Il est également l'auteur d'un poème intitulé Genova, carmen heroïcum, dans lequel il glorifie ses coreligionnaires réfugiés à Genève, et qui connut un succès retentissant dans les pays touchés par le protestantisme.
Il n'est pas impossible qu'il appartienne à la même famille que le musicien Pierre Certon (v.1510 - 1572).